# Споднє Єленє
Споднє Єленє (словен. Spodnje Jelenje) — поселення в общині Літія, Осреднєсловенський регіон, Словенія. Висота над рівнем моря: 729,5 м.